# Iroco
Iroco ou Irocô (em iorubá: Iroko) é um orixá do candomblé Queto. No Brasil, é associado à árvore conhecida como gameleira (Ficus insipida), enquanto que, na África, é associado à árvore Milicia excelsa. Corresponde ao vodum Locô no candomblé jeje e ao inquice Tempo no candomblé banto.

## História
No Brasil, Iroco (Ìrókò) é considerado um orixá e tratado como tal, principalmente nas casas tradicionais de nação Queto. É tido como orixá raro, ou seja, possui poucos filhos. Raramente se vê  Iroco (Ìrókò) ma
No Brasil, Ìrókò habita principalmente a gameleira (|Ficus insipida). Na África, sua morada é a árvore Ìrókò (Milicia excelsa), que não existia no Brasil. Atualmente, Ìrókò constatada a existência de nove exemplares dessa espécie no Brasil, primeira localizada na Serra da BarriÌrókò antigo Quilombo dos Palmares em Alagoas, um no Terreiro de Pai Carlos de Ìrókò, em Da Palhada, Nova Iguaçu (Rio de Janeiro). Terreiro do Gantois, em Salvador; um no Ilê Obá Nila, no Rio de Janeiro; um no Terreiro Caxuté, em Valença (Bahia); um na Casa Branca do Engenho Velho, no Ilê Axé Maroialaji Alaqueto (Terreiro de Olga do Alaqueto), situado no bairro Luís Anselmo, onde existia a gameleira centenária, que caiu em 2 de dezembro de 2016. Salvador; três nas matas do Ilê da Oxum Apará, fundado e cuidado pelo Babalorixá Jair de Ogum, no município de Itaguaí, Estado do Rio de Janeiro - é o único Ilê, no Brasil, a ter três pés de Ìrókò plantados, existe um também bem antigo na área interna do Departamento de Polícia Técnica de Salvador, na frente do IML que apesar de não ser atualmente um cento espiritual essa árvore é tida como sagrada e cuidada rigorosamente pelos filhos de santos que constantemente visitam e dar todo o tratamento que a merece. Bem como há um Ìrókò localizado no estacionamento interno do Quartel do Comando Geral do Corpo de Bombeiros Militar da Bahia, na Barroquinha. Sendo cultuado com zelo por iniciados no Candomblé que fazem parte daquela corporação militar.

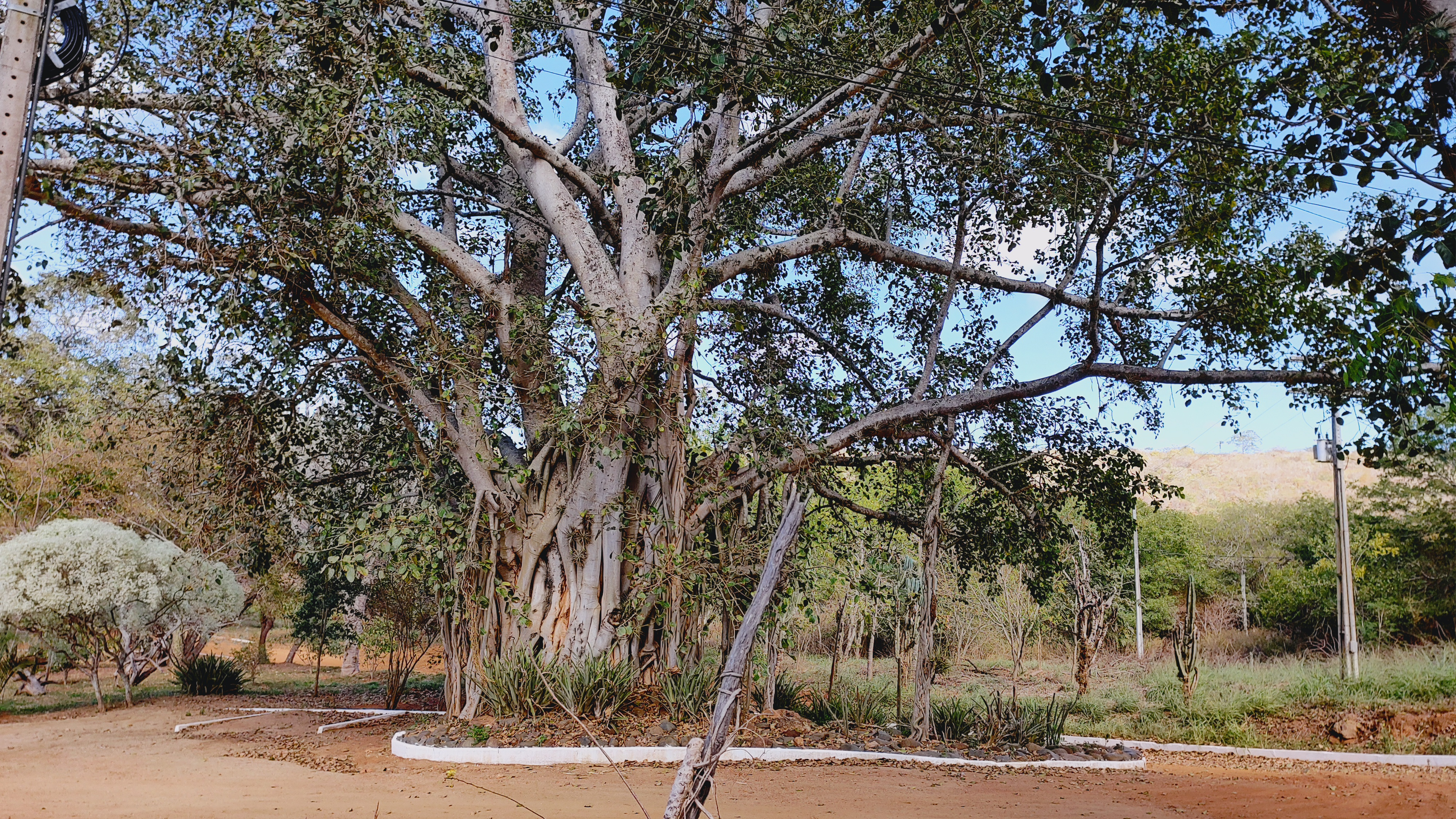
Gameleira branca

Para os iorubás, Ìrókò é uma de suas quatro árvores sagradas normalmente cultuadas em todas as regiões que ainda praticam a religião dos orixás. No entanto, originalmente, Ìrókò não é considerado um orixá que possa ser feito na cabeça de ninguém. Existem tradições em que pessoas foram iniciadas para esse Orixá, a exemplo de Ẹgbọn Cidália. 
Para os iorubás, a árvore Ìrókò é a morada de espíritos infantis conhecidos ritualmente como abiku e tais espíritos são liderados por Oluerê. Quando as crianças se veem perseguidas por sonhos ou qualquer tipo de assombração, é normal que se façam oferendas a Oluerê aos pés de Ìrókò, para afastar o perigo de que os espíritos abicu levem embora as crianças da aldeia. Durante sete dias e sete noites, o ritual é repetido, até que o perigo de mortes infantis seja afastado.
O culto a Ìrókò é um dos mais populares na terra iorubá e as relações com esta divindade quase sempre se baseiam na troca: um pedido feito, quando atendido, sempre deve ser pago pois não se deve correr o risco de desagradar Ìrókò, pois ele costuma perseguir aqueles que lhe devem.
Ìrókò está ligado à longevidade, à durabilidade das coisas e ao passar do tempo pois é árvore que pode viver por mais de 200 anos.

## Citações de pesquisadores
| “ | Ele era considerado o segundo "fetiche" em importância em Uidá. | ” |

Le Hérissé, em 1910, deu indicações mais pertinentes sobre essa devoção. Uma das principais árvores cultuadas era Locô (Milicia excelsa), que, em si, não é uma árvore sagrada, apenas o sendo quando serve de assento a uma divindade. Seu nome no Daomé está sempre ligado ao do vodum que lhe deu este caráter.
| “ | Existem, entre eles, três divindades principais conhecidas em todo o país. A segunda são árvores (as outras duas são as serpentes e o mar) extraordinariamente altas e que parecem ser a obra-prima da natureza. Contentam-se em fazer-lhes oferendas em caso de doenças e, sobretudo, nas ocasiões em que há febres. | ” |

| “ | Não custa tanto (ver sacrifícios ao mar) tornar favoráveis as árvores, que são as divindades da segunda espécie. Habitualmente, são os doentes que recorrem a elas. Seu poder, como todo homem de bom senso percebe facilmente, é bem pequeno ou, melhor, não é nenhum, mas cura-se a imaginação oferecendo-lhes um sacrifício. Como, frequentemente, a imaginação é a sede da doença, a partir do momento que esta é curada, é inevitável que o doente se sinta melhor. Sacrificam-se, às árvores, apenas pães de milhete, de milho ou arroz; o marabu coloca-os ao pé da árvore para com a qual o doente tem devoção e ali os deixa durante algum tempo. Leva-os embora em seguida, a menos que o doente se entenda com ele para abandonar ali as oferendas, até que os cachorros, aves e porcos a comam. | ” |

| “ | Suas divindades de segunda ordem são as árvores muito velhas, pelas quais eles têm grande veneração. | ” |

| “ | Grandes árvores, que são árvores fetiches; o povo as reverencia e ninguém ousaria cortá-las sem temer as piores desgraças para o país. | ” |

| “ | O segundo deus (após a serpente) é representado por árvores soberbas, em cuja formação a Mãe Natureza parece ter exprimido sua grande arte. Fazem-lhe orações e oferendas nas épocas de doença e, sobretudo, de febres. As mais reverenciadas são a Hun-tin ou paineira (Ceiba petandra, Bombacaceae), cujas mulheres, a ela dedicadas, igualam em número as mulheres da serpente, e o Locô, o ordálio Edum, árvore venenosa, bem conhecida na costa ocidental africana. Esta última tem poucas Locô-si ou mulheres de Locô, mas, de outro lado, possui seus próprios potes-fetiche, que podem ser adquiridos em qualquer mercado. | ” |

| “ | A próxima divindade em importância é Atin-bodum, cuja forma terrestre é a de diversas árvores, enquanto sua morada se situa em alguns espécimens curiosos das artes e da cerâmica, como, por exemplo, uma panela vermelha com vários orifícios enterrada no chão e emborcada com o fundo aparecendo em um pequeno degrau de terra aos pés de algum arbusto ou árvore nova que cresce na porta de uma casa. À direita, encontra-se um recipiente em forma de cabaça, com garganta e geralmente pintado de branco na parte exterior. O culto a Atim-bodum consiste na fé em seu poder de prevenção e cura das doenças, sobretudo a febre, e em oferendas de água derramada no pote. Desnecessário dizer que ele é o patrono de todos os médicos. Considera-se que qualquer árvore de grande porte é habitada por essa divindade, mas, para eles, são especialmente sagrados o Hun ou Cincho, e o Locô, árvore do veneno. Uma infusão de suas folhas é usado como ordálio para detectar todo crime oculto. | ” |

| “ | As árvores que são as moradas especiais desses deuses - pois não são todas as árvores dessas duas variedades (Huntim e Locô) que são honradas - são cingidas por uma guirlanda de folhas de palmeira. Uma árvore rodeada por uma guirlanda de folhas de palmeira não pode ser cortada ou maltratada de forma alguma e até mesmo os cinchos e Odum que não são animados por Huntim e Locô não podem ser abatidos sem que certas cerimônias sejam realizadas. Considera-se que pertencem ao deus em algum grau ou estão sob sua proteção. Um negro que deseje cortar uma dessas árvores deve, antes de mais nada, oferecer um sacrifício de frangos e de azeite de dendê. | ” |

| “ | Locô ou Rocô - existem tantas lendas sobre Roco quanto sobre os voduns, sob cujo nome aparece esta árvore: Adanlocô, Atanlocô, Locozum etc. | ” |

Melville J. Herskovits, t.II:108 situa seu estudo particularmente em Abomé e encara Locô sob o estrito ponto de vista dos integrantes do "Panteão do céu", onde, diz ele:
| “ | Este deus é importante para a compreensão da religião daomeana, na medida em que oferece uma visão das inter-relações dos diversos cultos no Daomé. Entre as divindades do céu, Locô é encarregado de cuidar das árvores que se encontram na terra e suas funções são de tal modo significativas que ele tem, como assistente, seu jovem irmão, Mejé. As árvores têm alma e são associadas aos espíritos denominados Aziza, que, por um lado, dão a magia aos homens, por outro, são associados ao culto dos antepassados. Que Locô seja o deus das árvores e que as árvores tenham uma alma explica a importância do emprego das folhas na prática medicinal e religiosa no Daomé e estabelece a declaração de um informante, sacerdote: "Se alguém souber o nome e a história de todas as folhas da mata, saberá tudo o que existe para saber a respeito da religião daomeana". | ” |

Alexandre Adandê indica que, no bairro de Tenji, em Abomé, Alantã Locô seria o Ocô dos iorubás.
| “ | Não pude apurar muita coisa sobre os cultos realizados pelos fons aos voduns cujo nome é associado ao de Locô, a não ser o fato de que eles parecem desempenhar um papel secundário, acompanhando um vodum mais importante, ao mesmo título que Lebá, Gum ou Dã e dos quais trazem o nome, seguido de Locô. Irocô, até certo ponto, parece estar ligado a Exu Elebá. Cantigas para Esu fazem alusão a Irocô e à sua ação calmante. No entanto, não sei muitas coisas mais. | ” |

| “ | A fitolatria africana na Bahia parece ter duplo sentido. A árvore pode ser um verdadeiro fetiche animado ou, ao contrário, mal representa a morada ou altar de um santo. A gameleira-branca (Ficus doliaria), árvore abundante neste Estado, é o tipo da planta deus. Com o nome de Irocô, é objeto de um culto fervoroso. Mais de uma mãe de terreiro exortou-me a jamais permitir que se abatesse uma gameleira em um terreiro de minha propriedade, pois tal sacrilégio foi causa de grandes infortúnios para muita gente. | ” |